# Паметник на бежанците (Струмица)
Паметникът на бежанците (на македонска литературна норма: Споменик на бегалците) е паметник в град Струмица, Северна Македония.
Негов създател е скулпторката Наташа Божарова-Пиянманова. Тя печели конкурса, който е проведен от Комитета за издигане на паметници към Съвета на община Струмица. Паметникът показва майка-бежанка разположена на скалиста основа, която е прегърнала своето дете и представлява символ на тежката съдба и страдания на македонците от Егейска Македония по време на техните емиграции в Междусъюзническата война, двете световни войни и гръцката гражданска война.
Паметникът е разположен в парк-паметник посветен на бежанците и децата на бежанците, а за изработката му са дадени около 500 000 денара от общинския бюджет.